# أوروكلوا متقلصة
الأوروكلوا المتقلصة (باللاتينية: Urochloa mutica) نوع نباتي يتبع جنس الأوروكلوا من الفصيلة النجيلية.

## البيئة والانتشار
موطنها بلاد الشام ومصر والمغرب العربي.

## مرادفات للاسم العلمي
- (باللاتينية: Panicum muticum Forssk.)
- (باللاتينية: Brachiaria mutica (Forssk.) Stapf)
- (باللاتينية: Panicum barbinode Trin.)